# モンテ・アルバン

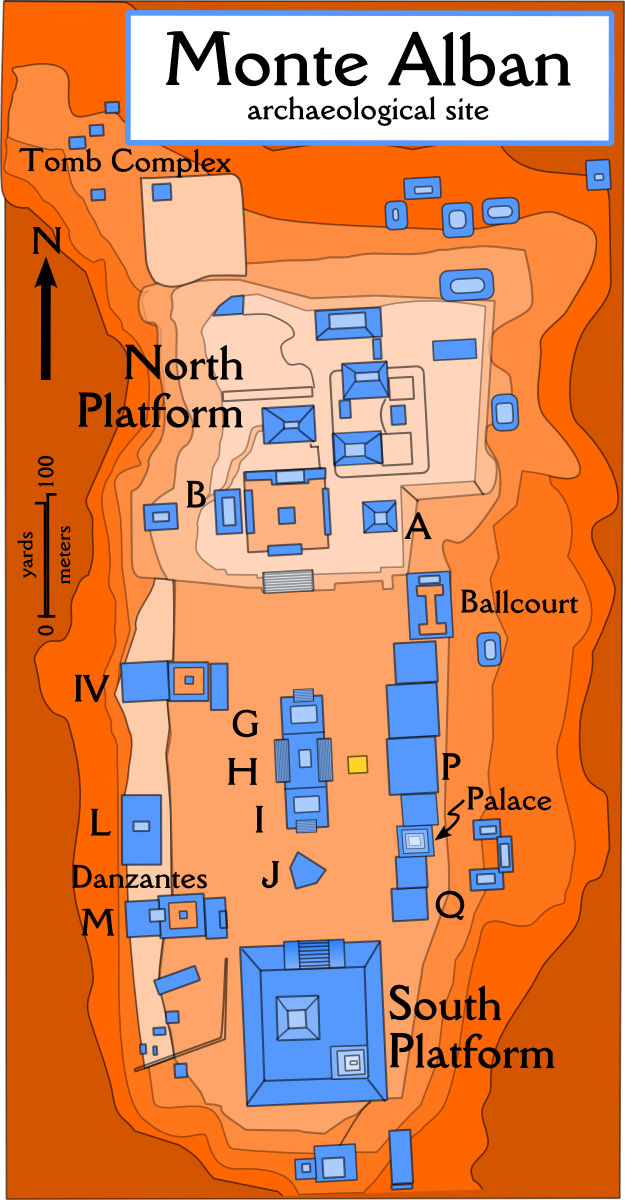
モンテ・アルバン遺構配置図

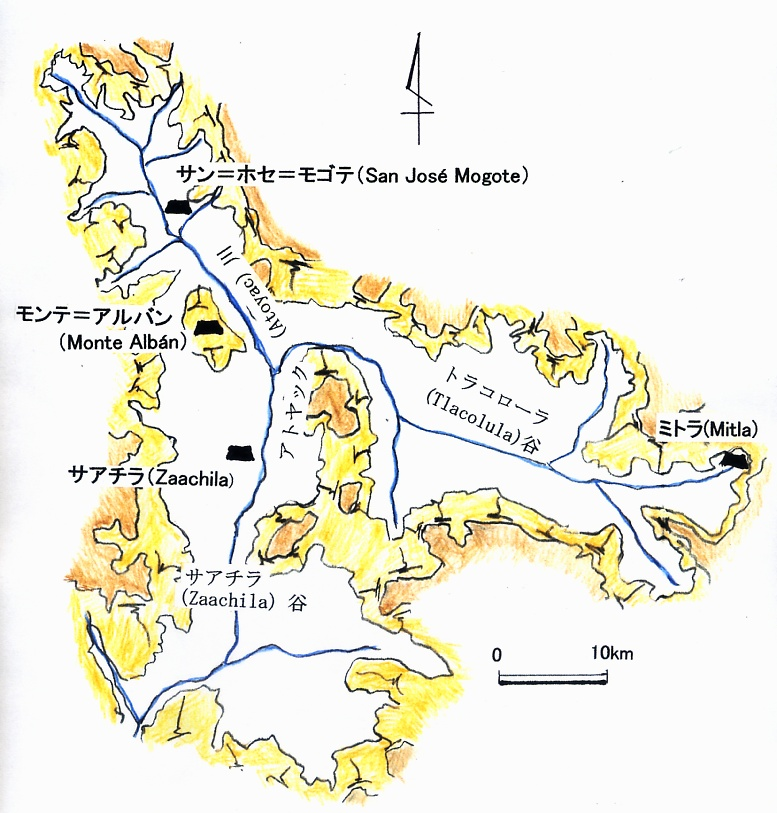
オアハカ盆地の遺跡位置図

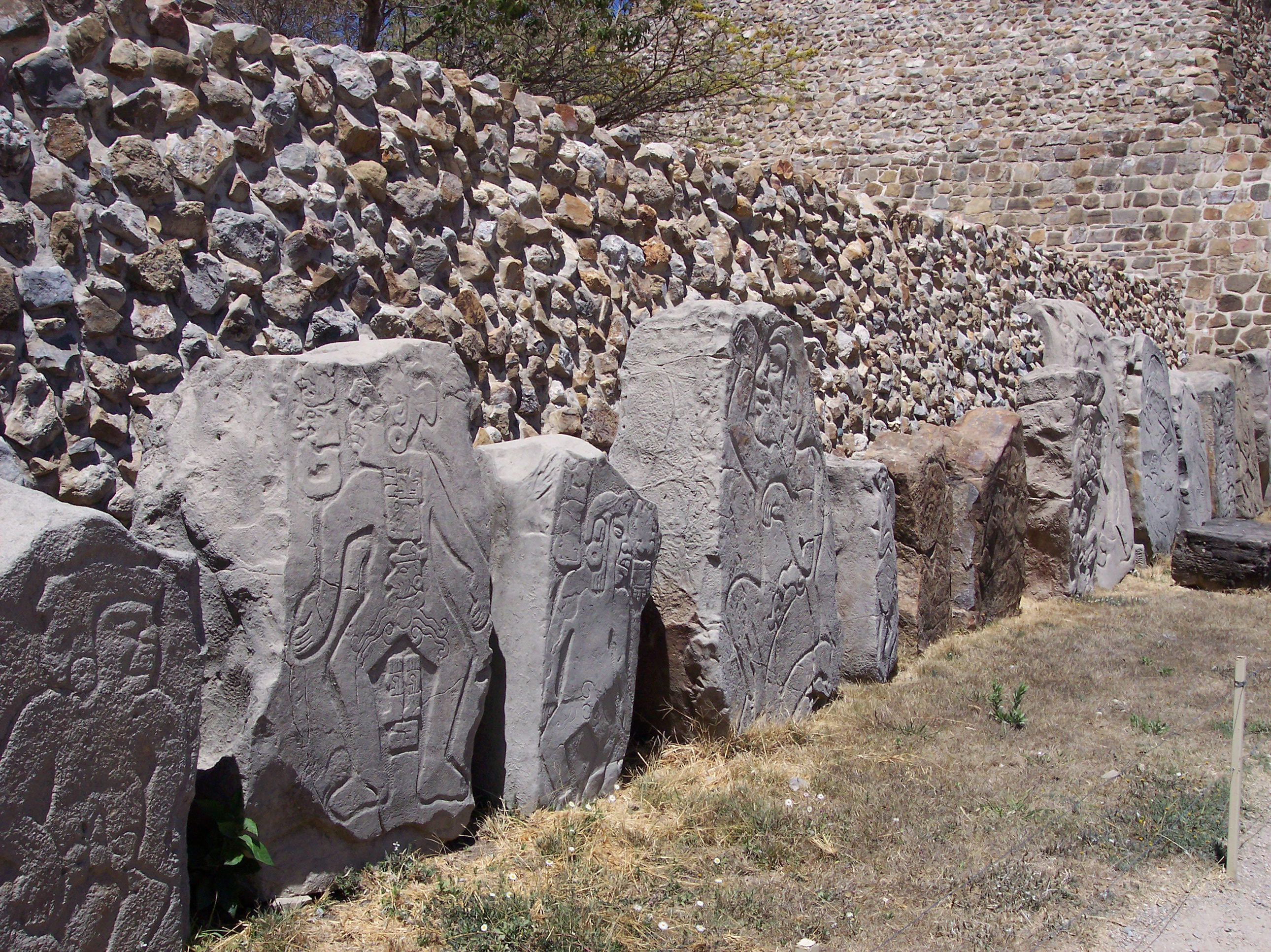
「踊る人々の神殿」の外壁にあるモンテ・アルバンI期の「ダンサンテ（踊る人）」の石彫群

モンテ・アルバン（Monte Albán）は、メキシコ、オアハカ州のオアハカ盆地中央、オアハカ市街の西方10 km、盆地の「底面」からの比高差400 mにある山の頂上を平らにして築かれたサポテカ文化の中心をなす祭祀センターである。紀元前500年頃から紀元800年頃まで繁栄した。後古典期には、ミシュテカ族に支配された。メソアメリカ文明を考える上で非常に重要な考古遺跡であって、1987年に「オアハカ歴史地区とモンテ・アルバンの古代遺跡」の名で世界遺産にも登録されている。遺跡全体のひろがりは42 km2に及ぶが、中央広場をかこむ東西200 m、南北300 mの範囲に主な神殿や、天体観測所（建造物J）、球戯場などがある。

## モンテ・アルバンの立地条件及び建設の契機

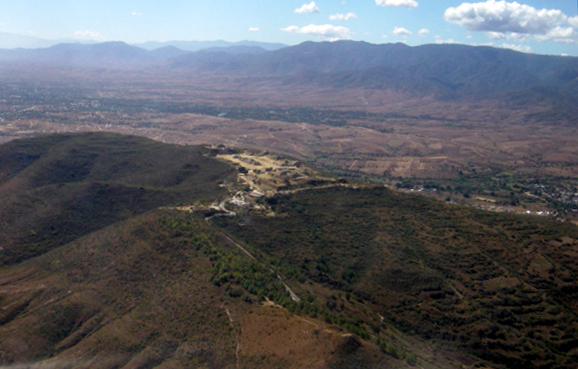
モンテ・アルバンの立地。盆地の中の小高い丘の上に築かれていることがわかる。

モンテ・アルバンは、周囲との比高差400mの小高い山の上という立地条件から、農業用水や飲み水の確保に向かず、大部分の食料は輸入に頼らざるを得なかったと思われるが、一方で、盆地を一望できる天然の要害に位置し、オアハカの3つの小盆地を結びつける交通の要衝でもあったと考えられる。このことから、かつては外敵に対してオアハカ盆地の諸センターが連合し、盆地中央に中立的な「新首都」を建設したと考える研究者もいた。また、このような小高い山の上に祭祀センターを築いたのは、サポテカの人々にとって山が宗教的に神聖で重要な場所であったことを意味しているとも考えられるが、現在は、モンテ・アルバンが建設される直接の契機になったのは、先古典期中期から後期にかけてのオアハカ盆地の勢力争いの激化であると推察されている。というのは、モンテ・アルバンが建設される直前の時期にそれまでは盆地の底に集落が築かれていたのが、丘の上に防御機能を持った集落が次々と建設されるようになることが判明してきたからである。
勢力争いの中心になるのは、モンテ・アルバン建設直前の最大の祭祀センターである盆地北部のエトラ（Etla）谷に立地するサン・ホセ・モゴテ、盆地東部のトラコローラ（Tlacolula）谷地域の勢力、盆地南部のバジェ・グランデ（Valle Grande）又はサアチラ（Zaachila）谷地域の勢力であった。後二者が、サン・ホセ・モゴテに対抗して、モンテ・アルバンを築いたという説と、逆にトラコローラ、バジェ・グランデ連合に対抗してサン・ホセ・モゴテがモンテ・アルバンを築いたという二つの説が考えられている。
サン・ホセ・モゴテをはじめとするオアハカ盆地の遺跡を長年にわたって調査してきたマヤ文明の諸都市の関係についての研究で世界的に知られているジョイス・マーカス（Marcus,Joyce）と夫君ケントV.フラナリー（Flannary,Kent V.）は、後者の説を支持している。その理由として、モンテ・アルバンIa期の土器様式、建築様式、暦、文字体系は、直前のロサリオ期の様式を受け継いだものが多く、また、後述する「踊る人々（Danzantes）」の石彫は、サン・ホセ・モゴテ石碑3号の系譜を引くものであり、ペルーのチャビン文化の遺跡セロ・セチンと比較する研究者がいるもののメソアメリカには類例がないものであることが考えられる。

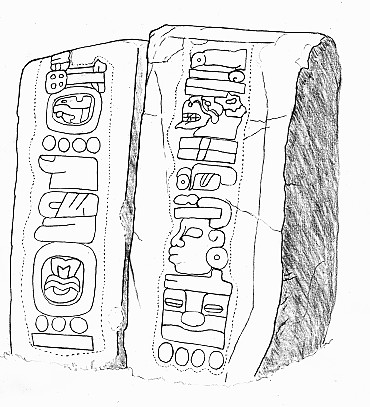
石碑12号と13号。暦に関する文字が刻まれている。

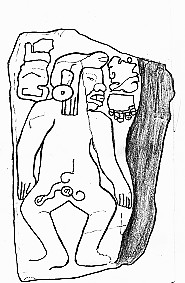
モンテ・アルバンの「踊る人」の石彫。サポテカ文字が刻まれている。捕虜の名前か？

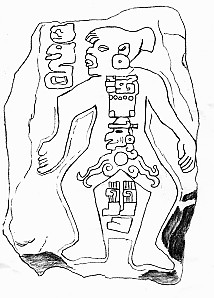
モンテ・アルバンの「踊る人」の石彫。人物像の内部と外部に文字が見られる。

## モンテ・アルバンの初期の歴史と「踊る人々」の石彫
現在残っている建造物は、古典期に相当するモンテ・アルバンIII期のものがほとんどであるが、中央広場南西部隅にある「踊る人々の神殿」（Temple of the Danzantes）は、先古典期中期末から後期初頭の建造物で、神殿の周囲におかれた石彫には、あたかも踊っているように見える人物像「Danzante」や未解読のサポテカ文字とともにマヤにも受け継がれることになる点と棒表記の数字が暦と思われる表記とともに刻まれている石碑も見られる。
「踊る人々」の石彫は、140以上見られ、髭を生やした老人、切り落とした首だけになっているもの、恥ずべき裸の姿にされた証拠に性器の輪郭が刻まれたり、性器の切除が刻まれ、血が流れている場面まで刻まれている。これは、モンテ・アルバンの支配者によって捕虜にされて拷問にかけられたり、殺害された首長や王たちを刻んでいると推定されている。このような石彫を刻むことによってモンテ・アルバンの支配者の権力、軍事力を誇示し、正当化する意味があったと考えられている。人物像の脇に刻まれたサポテカ文字は犠牲になった人物の名前を示しているのかもしれない。またマヤで用いられる260日暦（ツォルキン暦）365日暦（ハアブ暦）の祖形ができていたことが石碑に刻まれた碑文から判明している。
モンテ・アルバンI（前500年 - 前100年）、II期（前100年 - 200年）にかけて、都市の西部と北部に約3 kmにわたって防御壁が築かれ、ダムと約2 kmにわたる用水路が建設された。モンテ・アルバンの人口は紀元前100頃には1万7000人、オアハカ盆地全体では、5万人に達したと推定される。

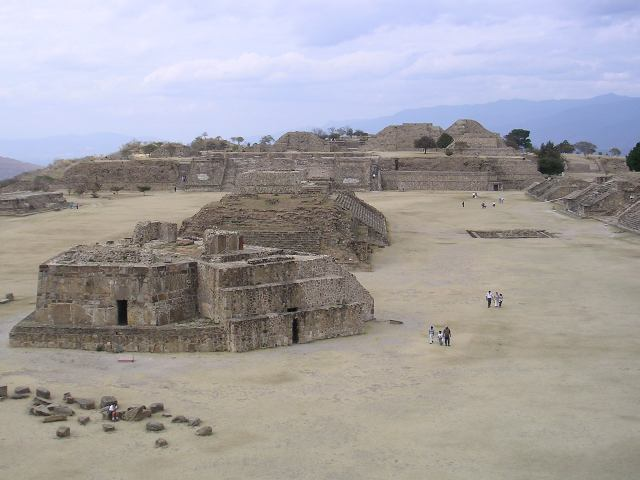
モンテ・アルバン遺跡の「中央広場」を南から望む。手前に見えるのは、天文台に使用された建造物J

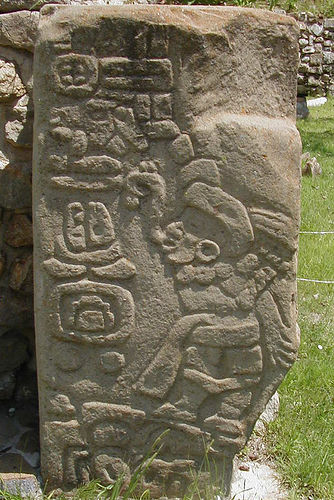
モンテ・アルバン石碑6号。メキシコ中央高原の影響である「言葉のふきだし」文様が見られるなどモンテ・アルバンIII期の特色を示す。

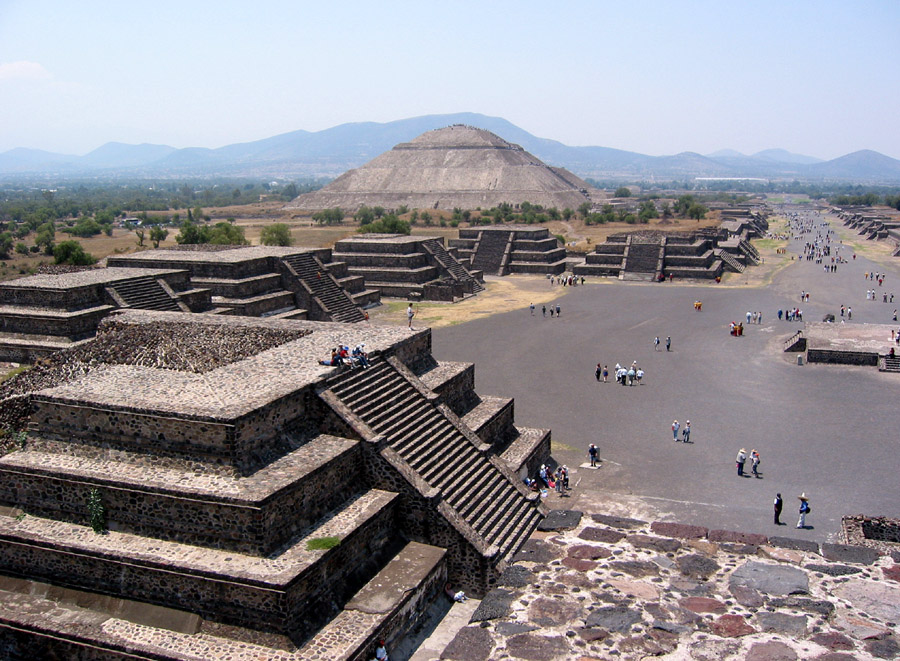
テオティワカンのタルー・タブレロ建築。手前の神殿が垂直壁と斜面壁の組み合わせになっているのに注目

モンテ・アルバンII期になると、天文台と考えられる建造物Jが建設され、その壁面には40以上の「征服石版」がはめ込まれている。「征服石版」には、人身御供になった人物や征服地または貢納を行なっていたと思われる地名が刻まれている。モンテ・アルバンII期の支配者は、140 km圏内の町々を征服し、北方100 kmのオアハカ盆地とテワカン盆地の中間点にクイカトラン・カニャーダ（Cuicatlán Canada）に前進軍事基地を築いた。

## テオティワカンとの交流と繁栄
モンテ・アルバンIIIa期（200年 - 500年）には、南基壇の高さ15 m長さ100 m以上のピラミッドをはじめ中央広場の多くの建造物が築かれた。人口は1万6500人に達したと推定され、オアハカ盆地全体では、11万5000人に達したと考えられている。この時期の特徴は、テオティワカンを意識したタルー・タブレロ式の建造物が築かれ、南基壇の4隅にある石碑のうち、石碑リサ、石碑7号にテオティワカン人来訪の記事が浮き彫りで刻まれ、建造物Xからも両者の政治的な会合を記念したと思われる石碑が発見されている。テオティワカン人は、武装したり、兵士を伴った者はひとりもいない代わりに、コパルの香炉を持っている人物などが見られるため、テオティワカン地図化プロジェクトで知られる研究者ルネ・ミロンなどは、特別で友好的な外交関係があったのではないかと主張する。テオティワカンには、オアハカ地区（Oaxaca Barrio）と呼ばれるオアハカ独自の遺物が検出される場所があり、モンテ・アルバンでは、緑色黒曜石製品や薄手オレンジ土器（Thin Orange Ware）の壷、碗、円筒型三足土器、「フロレロ」、テオティワカン様式の土偶などが出土する。ただし、量的には多くはなく、貴族の住居や墓などからの出土に限られることから支配者層同士の交流であって、同盟関係を強化するための政略結婚もあったかもしれないがそれを確かめるすべはない。以後のメキシコ中央高原で260暦の誕生日を人名とする慣習が見られることから宗教、天文学の情報が交換されたかもしれないが、さかんに交易がおこなわれているとは言い切れない。なお、モンテ・アルバンでは、テオティワカン人をはじめとする外国人の居住区は見つかっていない。この時期、オアハカ盆地では、盆地南部のセンターであるハリエサの人口が1万2000人ほどと推定され、モンテ・アルバン以外にもモンテ・アルバンと同じ様式の石彫が見られるなど盆地全体に人口が比較的均等に分布していたと考えられる。

## モンテ・アルバンの衰退
モンテ・アルバンIIIb期（500年 - 750年）には、人口はモンテ・アルバンに集中し、2万5000人に達したと考えられ、規模は、6.5 km2に拡大した。盆地全体の人口は、8万人ほどに減少したと考えられる。モンテ・アルバンの中央広場が完全に建物で囲まれたのがこの時期である。広場の出入り口が3か所に限られ、防御性が増したことから、貧富の差が拡大し、庶民層の不満が高まって不安定になっていったとも考えられる。
モンテ・アルバンIV期（750年 - 1000年）には、モンテ・アルバンはすっかり衰退し、人口4,000人ほどの二流のセンターになりさがる。盆地全体では7万人に減少し、盆地南部のハリエサが人口1万6,000人をかかえる盆地最大の集落となったがモンテ=アルバンに見られる大建造物に囲まれた中央広場は築かれず、小センター同士の分裂状態になった。
なお、盆地南部のトラコルラ河谷のミトラがこのころから本格的に活動し始めたと考えられている。
このような状態であってもモンテ・アルバンの中央広場は放棄されずに維持されてきたと推定される。このことは、最近の発掘調査によって、モンテ・アルバンV期（1000年 - 1520年）に北基壇の建造物Bの最上層の建設が行われたことが判明したことからも裏付けられている。
| モンテ・アルバン編年表                   |                                                                                           |
|                                          |                                                                                           |
| ロサリオ期 700B.C. - 500B.C              | サン・ホセ・モゴテの優勢                                                                  |
| モンテ・アルバンI期 500B.C. - 100B.C.    | 「踊る人々の神殿」建設、サポテカ文字の出現。Ib期末で人口17000人                           |
| モンテ・アルバンII期 100B.C. - A.D.200   | 建造物J（天文台）、球戯場の建設、サポテカ王国の勢力拡張、人口14500人                      |
| モンテ・アルバンIIIa期 A.D.200 - A.D.500 | 人口16500人、中央広場の南基壇などの建造物が建設される。テオティワカンとの外交、同盟関係。 |
| モンテ・アルバンIIIb期 A.D.500 - A.D.750 | 人口25000人、中央広場をめぐる建造物が全て完成した。                                       |
| モンテ・アルバンIV期 A.D.750 - A.D.1000  | 人口は4000人に衰退。オアハカ盆地は小規模センターが分立                                    |
| モンテ・アルバンV期 A.D.1000 - A.D.1521  | ミシュテカの支配。北基壇の建造物Bの建設                                                   |